# 동인시화
동인시화(東人詩話)는 서거정(徐居正)이 편찬하여 간행한 조선시대의 목판본 책이다. 2011년 4월 29일 대한민국의 보물 제1712호로 지정되었다.

## 개요
『동인시화(東人詩話)』는 서거정(徐居正)이 편찬하여 간행한 시화집이다. 권수에 강희맹(1474년)과 김수온(1475년)이 쓴 서문이 있고, 본문 상,하권이 끝난 다음에 최숙정(1477년 4월)과 양성지(1477년 윤2월)의 발문을 실었다. 이 책은 1477년 4월에 밀양에서 간행한 초간본이다.
내용은 조선 초기 오랜 기간 대제학을 맡아 화국문장(華國文章)의 주역으로 나섰던 서거정의 시화집으로, 신라에서 조선시대에 이르는 시인들의 시를 품평하고, 자신의 시론(詩論)을 기술한 것이다. 표지는 개장되었고 부분적으로 오염된 부분이 있으며, 모서리 일부에 수보한 부분도 있다.
그러나 대체로 보존상태가 양호한 편이다. 생전에 간행한 조선 전기 시화집의 대표적인 작품으로 초간본인 동시에 완본(完本)이다. 초간본의 완본이 전래되는 것이 희소하다는 점과 조선전기 문학사 및 비평사, 출판사 연구에 귀중한 자료가 되므로 국가지정문화재로 승격 지정하여 보존할 가치가 있다고 평가되었다.

## 참고 자료
- 동인시화 - 국가유산청 국가유산포털